# Balakhnasky (huyện)
Huyện Balakhnasky (tiếng Nga: ? райо́н) là một huyện hành chính tự quản (raion), của Tỉnh Nizhny Novgorod, Nga. Huyện có diện tích 936 km². Trung tâm của huyện đóng ở Balakhna.